# Стерегущий (большой противолодочный корабль)
Стерегущий — большой противолодочный корабль проекта 61

## Служба
Пятый и последний корабль из серии «поющих фрегатов» построенных в Ленинграде, 7 января 1967 года включен в состав КТОФ и совершив удачный переход во Владивосток. 17 — 24 марта 1968 г. и 3 — 6 апреля 1968 г. были официальные заходы в индийские порты Мадрас и Бомбей соответственно, а также 17 — 24 апреля 1968 г. сомалийский порт Могадишо , 11 — 19 мая 1968 г. иракские порты Умм-Каср и Басра, 25 мая — 2 июня 1968 г. пакистанский порт Карачи , 5 — 9 июня 1968 г. иранский порт Бендер-Аббас, в июне 1968 г. южно-йеменский порт Аден и 6 — 11 июля 1968 г. порт Коломбо . Затем многочисленные боевые службы в Индийском океане, которые не предаются огласке по причине секретности.
«Стерегущий» выведен из боевого состава флота 31 декабря 1978 года, после прошел консервацию и был поставлен на отстой на пятнадцать лет. 30 июня 1993 года его исключают из боевого состава ВМФ и разоружают. 11 февраля 1994 года экипаж расформировали, а корпус «Стерегущего» продали на разделку в Индию.

## История создания пр.61
Проектирование корабля началось в 1956 г. Согласно оперативно-тактическому заданию, в функции корабля входила противовоздушная оборона соединений кораблей от атак самолётов и крылатых ракет, а также противолодочная оборона. Разработка проекта была поручена Институту военного кораблестроения.
После утверждения в начале 1957 г. основных тактико-технических элементов, ЦКБ-53 во главе с Б. И. Купенским приступило к разработке эскизного проекта. Технический проект был завершён и утверждён в 1958 г., после чего на заводе им. 61 коммунара в Николаеве 15 сентября 1959 г. был заложен головной корабль — «Комсомолец Украины». 31 декабря 1960 г. он был спущен на воду, а 15 октября 1962 г. был передан флоту для государственных испытаний. Испытания подтвердили хорошую мореходность корабля, обеспечение полной скорости хода при волнении до 4-5 баллов, хорошую работу успокоителей качки. Максимальная скорость головного корабля составила 35.5 узлов, а на всех других кораблях серии не опускалась ниже 34 уз.
31 декабря 1962 г. после подписания акта Госприёмки корабль был зачислен в состав ВМФ СССР. За создание кораблей проекта 61 в 1966 году группа конструкторов и строителей была удостоена Ленинской премии (Б. И. Купенский, А. А. Певзнер, Р. С. Власьев, Л. П. Малантенко и др.). Главный конструктор корабля Купенский Борис Израилевич впоследствии будет проектировать и первый советский тяжелый атомный крейсер типа «Киров» (проект 1144).

## ТТХ
Бортовые номера
Стерегущий: 504(1966), 580(1967), 504(1971), 585(1973), 140(1975), 150(1976), 563(1980), 565(1982), 580(1986), 624
Страны под флагом которых служил: СССР
Год списания с флота: 1995
Водоизмещение (надводное/подводное): 4390 т
Размеры:
длина — 144 м
ширина — 15,8 м
осадка −4,6 м
Скорость хода: 34 узла
Дальность плавания:
над водой — 3500 миль
Силовая установка: ГТУ 4х 18 000 л. с.
Вооружение: 2x2 ПУ ЗРК «Волна», 2x2 76,2-мм АК-726 орудия, 1x5 533-м ТА, 2x12
РБУ-6000 (90 РГБ-60), 2 РБУ-1000 (24 РГБ-10), 1 вертолет Ка-25
Экипаж: 266 человек, в том числе 22 офицера

## Использованные ссылки
http://russianships.info/boevye/61.htm

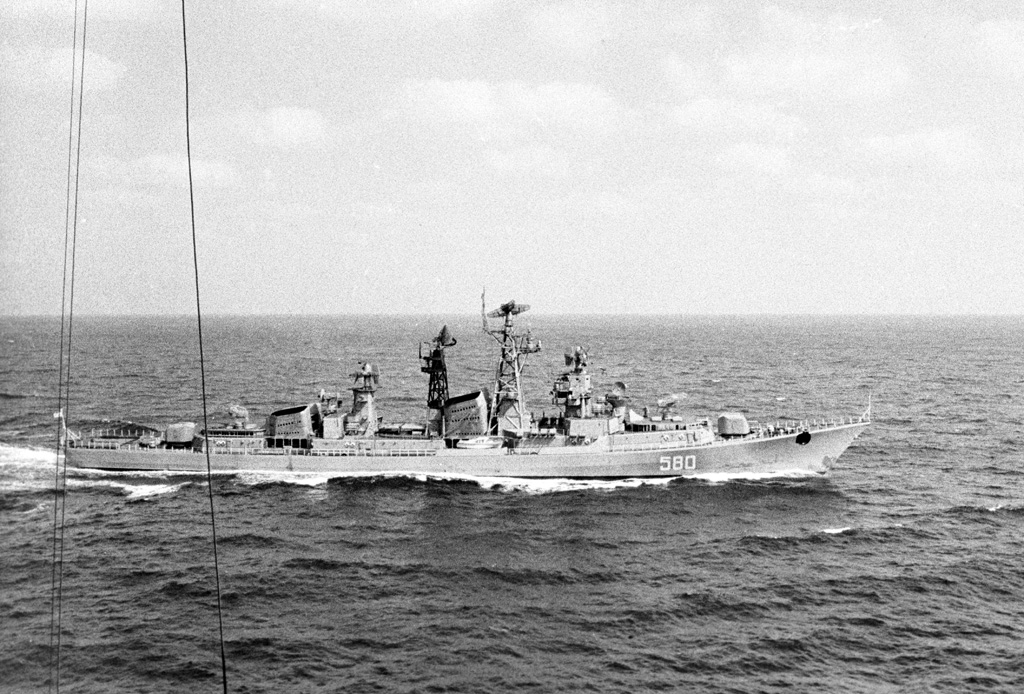

https://web.archive.org/web/20160306022437/http://moryaki.com/WB/proekt-61.htm
http://www.nashflot.ru/page/sssr/steregushii/4
http://army.lv/ru/proekt-61-poyushchie-fregati/istorija/712/445